# Nipgård Sø
Nipgård Sø er en lavvandet sø i Midtjylland, beliggende vest for Kjellerup mellem Thorning og Neder Hvam.
Den sandbundede sø ligger i et landskab med mange dødishuller og er delvist omkranset af elleskov og intensivt dyrkede landbrugsarealer. I søen ligger et par små øer.
Søen og dens omgivelser udgør Natura 2000-område nr. 36 Nipgård Sø og er udpeget til habitatområde på grund af en række sjældne vandplanter på lavt vand, bl.a. strandbo, søpryd, vandnavle, og svømmende sumpskærm. På dybere vand findes en række langskudsplanter som aks-tusindblad og vandpest. Søen har tidligere været lobeliesø, men betegnes nu som en "overgangssø" mod en vandaks-sø.
I søen findes kun tre fiskearter: gedde, aborre og skalle.